# Cassius Chaerea
(Gaius) Cassius Chaerea was een centurio in het exercitus Germanicus inferior in 14 n.Chr. Hij wist zich tijdens de muiterij in veiligheid te brengen.

Later diende hij als tribunus praetorianus onder Caligula, maar werd door deze keizer voor verwijfd uitgemaakt. Samen met zijn collega Cornelius Sabinus nam hij deel aan de samenzwering in 41 en vermoordde Caligula op 24 januari.. Vervolgens liet hij diens vrouw en dochter ombrengen. Toen hij zich echter tegen de uitroeping van Claudius tot princeps verzette, werd hij beschuldigd van een samenzwering tegen Claudius en zelf terechtgesteld.

## Voetnoten
1. ↑  Tac., Ann. I 32.2.
2. ↑  Cass. Dio, LIX 29.2, Flav. Joseph., Ant. Jud. XIX, Sen., de Const. 18.3, Suet., Cal. 56.2.
3. ↑  Cass. Dio, LIX 29, Flav. Joseph., Ant. Jud. XIX, Suet., Cal. 58.2.
4. ↑  Cass. Dio, LX 3.4, Suet., Claud. 11.1.

## Antieke bronnen
- Aurelius Victor, de Caes. 3.10.
- Cass. Dio, LIX 29, LX 3.4.
- Flav. Joseph., Ant. Jud. XIX.
- Sen., de Const. 18.3.
- Suet., Calig. 56-58, Claud. 11.1.
- Tac., Ann. I 32.2.
- Zonaras, XI 7.

## Beknopte bibliografie
- W. Eck, Die Statthalter der Germanischen Provinzen vom 1.-3. Jahrhundert, Keulen - Bonn, 1985, pp. 107-109.
- W. Eck, art. Caecina (II8), in NP2 (1997), klm. 898-899.